# Área de conservación regional Bosques de Shunté y Mishollo
El Área de conservación regional Bosques de Shunté y Mishollo es una área protegida en el Perú. Se encuentra en el departamento de San Martín y tiene una extensión de 191 405.53 hectáreas. Fue creada el 15 de diciembre de 2018.